# Deinonychozaury
Deinonychozaury (Deinonychosauria), grupa dinozaurów gadziomiednicznych; żyły w okresie kredy; długość ciała do 7 m, masa do 700 kg; stosunkowo duży mózg; przednie kończyny krótkie; ogon długi, smukły; szybkie i ruchliwe drapieżniki, atakowały za pomocą długich, ostrych pazurów.
Klasyfikacja:

Deinonychozaury (Deinonychosauria)
- Rodzina: dromeozaury (Dromaeosauridae)
- Rodzina: troodony (Troodontidae)